# Hyponephele shahnawazi
Hyponephele shahnawazi är en fjärilsart som beskrevs av Colin W. Wyatt och Keiichi Omoto 1966. Hyponephele shahnawazi ingår i släktet Hyponephele och familjen praktfjärilar. Inga underarter finns listade i Catalogue of Life.